# Єванн Діуф
Єванн Діуф (фр. Yehvann Diouf; нар. 16 листопада 1999, Монтрей) — сенегальський футболіст, воротар клубу «Ніцца».

## Клубна кар'єра
Народився 16 листопада 1999 року в Монтрей. Вихованець юнацьких команд футбольних клубів «Шампіньї-сюр-Марн», «Кретей» та «Труа».
8 вересня 2016 року Діуф став наймолодшим гравцем, який підписав професійний контракт з клубом «Труа», у віці 16 років і 297 днів.
У дорослому футболі Єванн дебютував 17 травня 2019 року виступами за головну команду «Труа», в матчі Ліги 2 проти «Аяччо», який завершився з рахунком 0–0.
1 липня 2019 року Діуф підписав чотирирічний контракт із клубом «Реймс». За підсумками сезону 2024–25, Діуф увійшов до десятки найкращих воротарів Ліги 1 за показником сухих матчів.
3 липня 2025 року Єванн Діуф перейшов до «Ніцци». 6 серпня 2025 року дебютував за «Ніццу» в матчі кваліфікації Ліги чемпіонів УЄФА проти португальської «Бенфіки».

## Виступи за збірні
Діуф народився у Франції, має сенегальське та польське походження по батькові та матері відповідно.
2017 року виступав у складі юнацької збірної Франції (U-18), надалі виступав за юнацьку збірну Франції (U-19), зокрема на чемпіонаті Європи 2018 року.
2018 року залучався до складу збірної Франції (U-20).
19 березня 2025 року ФІФА схвалила прохання Діуфа про перехід до збірної Сенегалу. Дебют Діуфа в складі національної збірної Сенегалу відбувся 6 червня 2025 року в товариському матчі проти команди Ірландії.

## Титули і досягнення
Реймс
- Фіналіст Кубка Франції: 2024–25[14]